# Comuna Ceahiv, Orativ
Ceahiv (în ucraineană Чагів) este o comună în raionul Orativ, regiunea Vinnița, Ucraina, formată din satele Ceahiv (reședința), Mala Rostivka și Mervîn.

## Demografie
Componența lingvistică a satului Ceahiv
     Ucraineană (99,08%)
     Alte limbi (0,92%)
Conform recensământului din 2001, majoritatea populației satului Ceahiv era vorbitoare de ucraineană (99,08%), existând în minoritate și vorbitori de alte limbi.